# Davidius fruhstorferi
Davidius fruhstorferi là loài chuồn chuồn trong họ Gomphidae. Loài này được Martin mô tả khoa học đầu tiên năm 1904.